# Hapag-Lloyd
Hapag-Lloyd é uma empresa alemã de transporte marítimo e conteinerização fundada em 1970. A Hapag-Lloyd opera escritórios de vendas em vários países. Os navio porta-containeres da companhia são distribuídos em rotas através de várias regiões do planeta.

## História

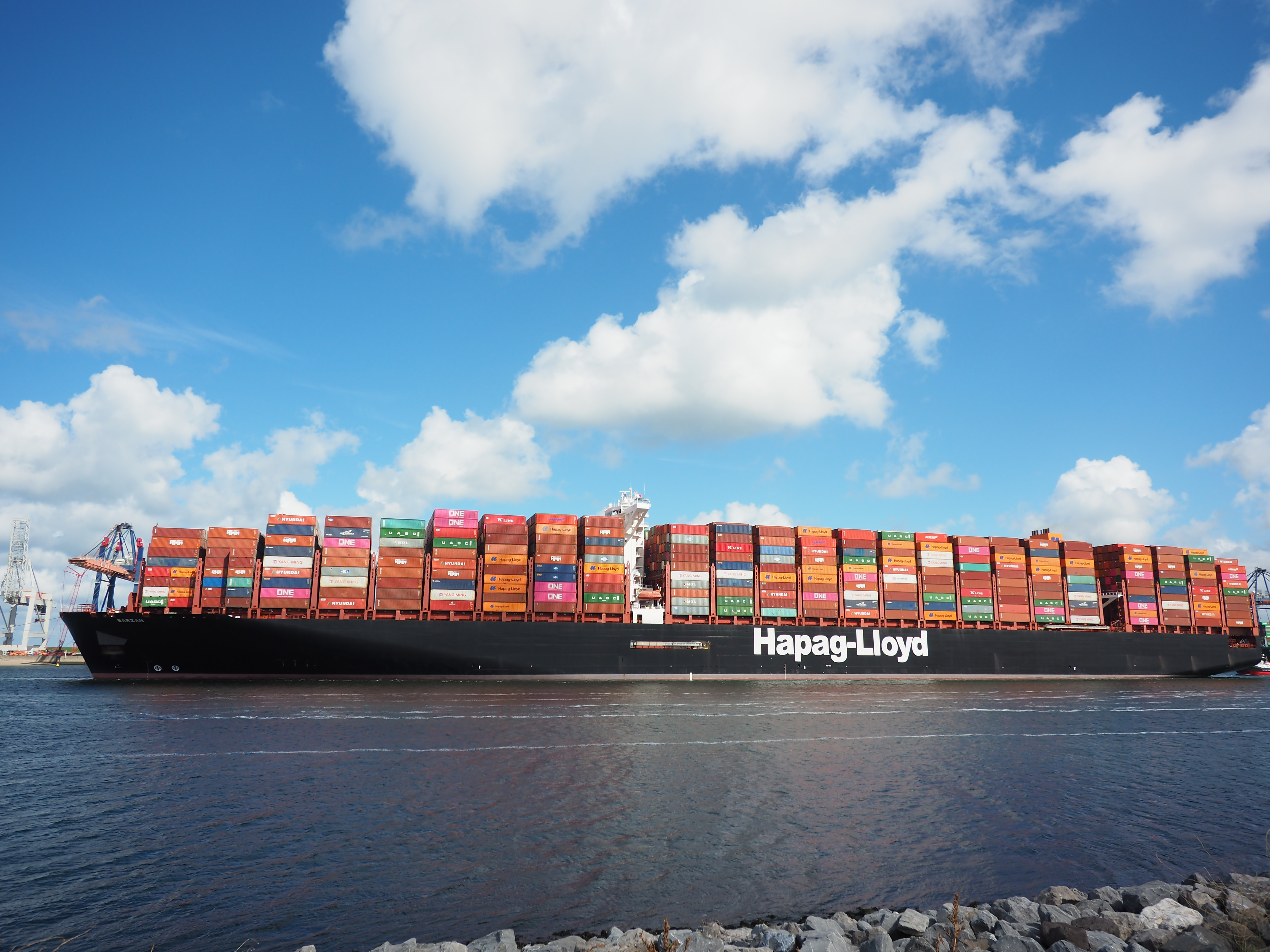
Navio porta-container Barzan

A Hapag-Lloyd foi fundada em 1 de setembro de 1970, resultado da fusão das linhas de transporte Hamburg-Amerika Linie, com sede em Hamburgo, e de Norddeutscher Lloyd, com sede em Bremen. Na data da fusão, as companhias, fundadas em 1847 e em 1857 respectivamente, operavam o transporte marítimo havia mais de um século. Durante a primeira e Segunda Guerra Mundial, ambas as companhias perderam navios de suas frotas, mas conseguiram reconstruí-los e se expandir nos anos pós-guerra. Com o crescimento do transporte de contêineres, as duas organizações se fundiram para formar a Hapag-Lloyd em 1970. Em 1997, a companhia transformou-se numa subsidiária também da TUI AG (Touristik Union International), líder na indústria europeia do turismo. A aquisição de navios da empresa canadense CP Ships fez com que a Hapag-Lloyd se colocasse em 2005 entre as maiores companhias de transporte marítimo do mundo.

## Brasil
A Hapag-Lloyd se encontra em vários estados do país, entre eles, em São Paulo, Rio de Janeiro, Santa Catarina, Paraná, e Bahia. Sua sede brasileira é em Santos (São Paulo).